# فرهنگ هوپ‌ول

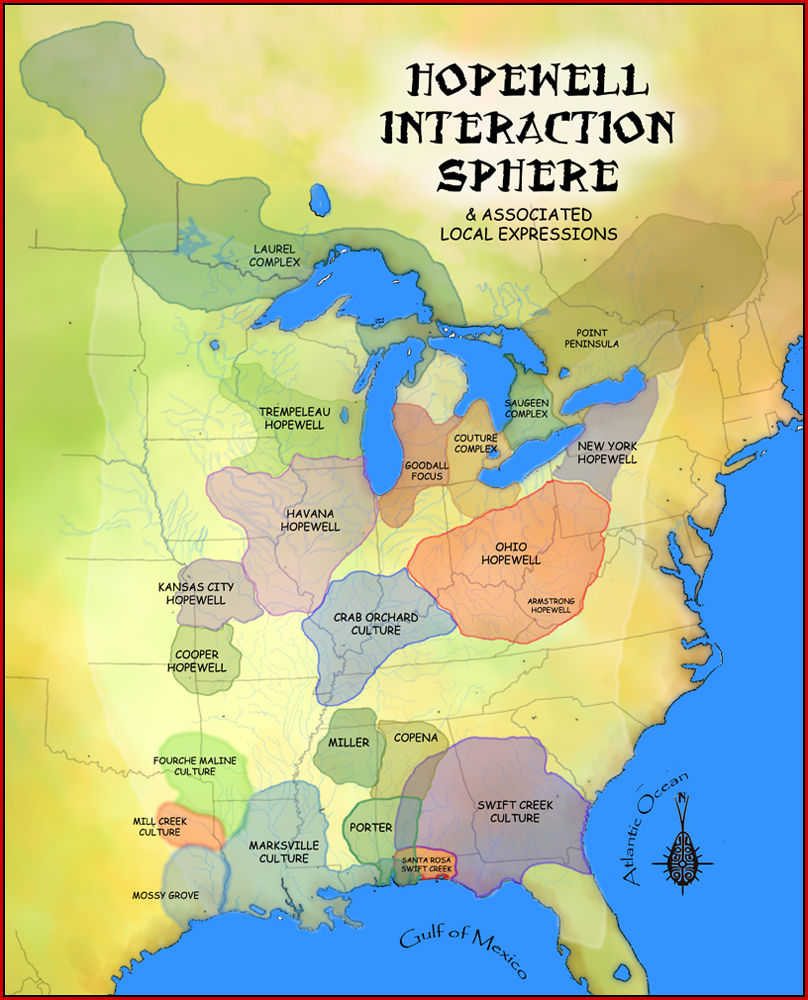
حوزه فعالیت‌های تجاری سرخپوستان هوپ‌ول

فرهنگ هوپوِل یا سنت‌های بومی هوپ‌ول (انگلیسی: Hopewell tradition) اصطلاحی‌ست که برای گروهی از سرخپوستان که در دوران پیشاکلمبی در حدود ۲۰۰ پیش از میلاد تا ۵۰۰ میلادی در مناطق غربی ایالات متحده امروزی می‌زیستند. این اقوام توسط راه‌های تجاری به یکدیگر و اقوام دیگر ارتباط داشتند. مسیرهای تجاری آن‌ها که در آمریکای آن زمان حکم جاده ابریشم دنیای کهن را داشت از نواحی مرکزی آمریکا تا کشور کانادای امروزی و حدود دریاچه انتاریو را بهم متصل می‌کرد.